# Scoliophthalmus numeralis
Scoliophthalmus numeralis är en tvåvingeart som beskrevs av Cherian 2002. Scoliophthalmus numeralis ingår i släktet Scoliophthalmus och familjen fritflugor. Inga underarter finns listade i Catalogue of Life.